# The Flintstones (jeu vidéo, 1995)
Pour les articles homonymes, voir The Flintstones.
The Flintstones est un jeu vidéo de plates-formes développé et édité par Ocean Software en 1995 sur Super Nintendo. Il s'agit d'une adaptation du film La Famille Pierrafeu, lui-même issu de la série d'animation du même nom.